# پوشاندا
پوشاندا (به لاتین: Poshanda) یک روستا در بنگلادش است که در استان باریسال و در ناحیه پیروج‌پور واقع شده‌است.